# Simón Cazal
Simón Cazal Fernández (Villeta, 1980) es un activista paraguayo, presidente de la organización LGBT Somosgay. Es considerado como una de las figuras más notorias del activismo LGBT en Paraguay y fue la primera figura pública del país en casarse con una persona de su mismo sexo.

## Trayectoria
Como parte del colectivo Somosgay, participó en la firma de un convenio en 2009 con el Ministerio del Interior para buscar la erradicación de la homofobia en las filas de la Policía Nacional.
El 23 de marzo de 2012 contrajo matrimonio con su novio, el activista Sergio López, en la ciudad de Rosario, Argentina. Este hecho los convirtió en la primera pareja del mismo sexo extranjera en casarse en dicho país, además de las primeras figuras públicas de Paraguay en contraer matrimonio con alguien de su mismo sexo. Tras su boda, Cazal declaró que su unión marcaba el «principio de una lucha» para lograr la legalización del matrimonio igualitario en el país.
Al año siguiente, iniciaron un proceso judicial para que el matrimonio sea reconocido en Paraguay. Sin embargo, la denuncia fue rechazada el 4 de abril de 2013 por el juez Nery Kunzle, quien declaró que la constitución paraguaya no  permitía el matrimonio entre personas del mismo sexo.
Durante la Visita del papa Francisco a Paraguay, Cazal fue invitado a una reunión con el pontífice, a pesar de ser abiertamente ateo. Cazal finalmente asistió al encuentro, lo que lo convirtió en uno de los primeros activistas LGBT de la historia en tener una reunión oficial con un papa.